# Безпальче
Безпа́льче — село в Україні, у Гельмязівській сільській громаді, Золотоніського району Черкаської області. Населення становить 641 особа.

## Географія
Село розташоване на лівому березі річки Супій, за 18 км від селища Драбів та за 31 км від залізничної станції Драбове-Барятинське.

## Історія

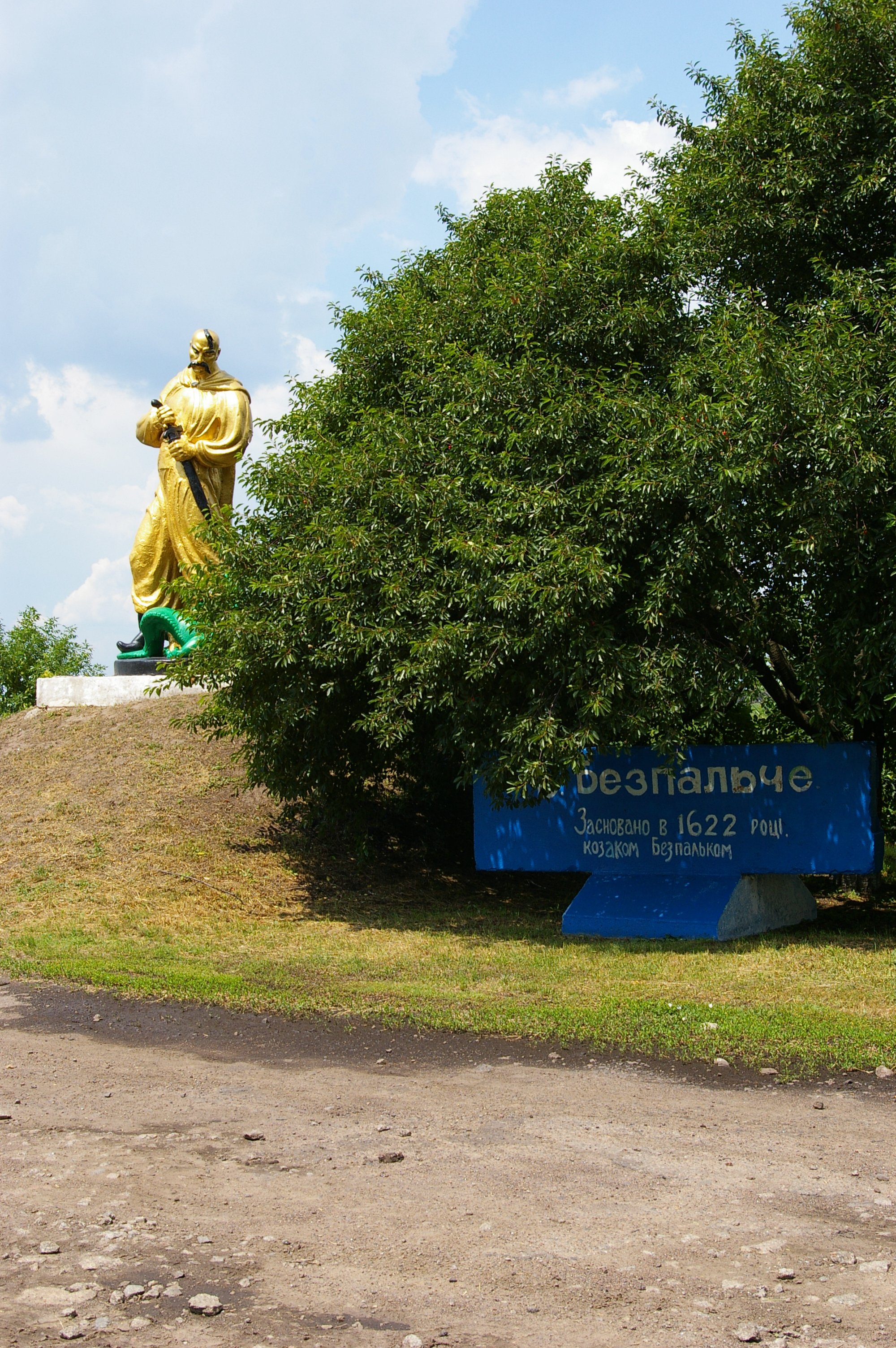
Пам'ятник козаку Безпальку. Село Безпальче Драбівський район, Черкаська область

У 1622 році село було у списку населених пунктів, що належали до Переяславського староства. Друге історичне джерело, у якому згадується село Безпальче, — карта України, складена французьким інженером Бопланом і видана в середині XVII століття в Руані (Франція).
На думку історика Л. В. Падалки, назва походить від прізвищ та імен туземного походження. Народна ж легенда розповідає, що група козаків Переяславського полку під керівництвом козака Безпалька висадилась на острівець, що омивався водами Супою, і заснувала поселення. Після смерті козака село стали називати Безпальче.
У 1635 році війська українсько-польського магната Яреми Вишневецького пройшли з вогнем і мечем, зайняли кілька сіл на Золотоношці. У 1638 році козаки села брали активну участь у селянсько-козацькому повстанні під проводом Якова Острянина й Дмитра Гуні проти польських загарбників, а в 1648—1657 роках під проводом Богдана Хмельницького.
Згідно з Румянцевським переписом 1767 року в селі був 201 двір; за матеріалами подвірно-господарського перепису 1885 року — 402 двори з населенням 2 191 особа, а в 1910 році — 443 двори, де мешкали 2 452 особи.
Село є на мапі 1812 року.
У першій половині XIX століття в селі було відкрито церковноприходську школу, а в 1871 році — однокласне народне училище.
У російсько-японській війні 1904—1905 років брали участь 12 осіб, у Першій світовій війні 1914—1918 років — 274 особи.
У 1906 році в Безпальчому вибухнуло селянське повстання, яке було придушене.
9 грудня 1918 року в селі відбувся бій партизанів з німецькими військами під керівництвом Рубана Олександра Михайловича.
Під час австро-німецьної окупації 1918 року діяв партизанський загін на чолі з О. М. Рубаном, що своїми діями наближав встановлення радянського окупаційного режиму.

### Радянська окупація
У березні 1919 року І. Ю. Ільєнко був обраний делегатом Третього Всеукраїнського з'їзду рад від Золотоніського повіту. 4 березня 1919 року відбулися перші вибори до сільської ради, першим головою став Шевченко Самсон Іванович. У 1929 році створюються колективні господарства — ТСОЗи, що пізніше об'єдналися в два колгоспи.
Під час Голодомору 1932—1933 років від голоду померло 858 мешканців села, зокрема 347 дітей.
Село постраждало внаслідок геноциду українського народу, проведеного окупаційним урядом СССР 1932—1933 та 1946–1947 роках.
У роки радянсько-німецької війни 282 жителі села перебували на фронті, з них 97 нагороджено бойовими орденами і медалями. Вивезено до Німеччини 196 осіб, з них дев'ять загинуло. Розстріляно в період окупації — 33. В центрі села височіє пам'ятник радянським військовим, загиблим 1943 року під час повернення в село радянських окупантів, обеліск Слави в пам'ять 174 односельців, загиблих під час німецько-радянської війни; споруджено монумент на могилі партизанів, які полягли 1918 року.
Станом на 1972 рік в селі мешкало 1426 осіб, на території села була центральна садиба колгоспу ім. Ленінського комсомолу, за яким було закріплено 3,1 тисяч га землі, у тому числі 2,4 тнсячі га орної. Основним напрямом господарства було тваринництво.
У селі працювали середня школа, де навчалося 287 учнів, клуб на 250 місць 2 бібліотеки з книжковим фондом 11 тисяч примірників, дитячі ясла.

## Сучасність
В селі працює середня школа (у 1971 році відзначила 100-ліття), бібліотека, фельдшерсько-акушерський пункт, відділення зв'язку, відділення Ощадбанку, дитячий садок, чотири магазини, у вівторок — базар; діє церква Святого Воскресіння.

## Відомі люди
- Городинець І. С. (1927—2014) — «Відмінник народної освіти», «Заслужений учитель».
- Гречанівський Сергій Аркадійович — український організатор кіновиробництва.
- Деркач Іван Єгорович (нар. 1940) — художник.
- Зражевська П. А. (нар. 1931) — працювала дояркою, нагороджена орденами Леніна, Трудового Червоного прапора.
- Ільєнко М. І. (нар. 1948) — полковник, учасник бойових дій в Афганістані, нагороджений орденами Червоної Зірки, «За мужність» Республіки Афганістан та медалями.
- Новодран Г. Ф. (нар. 1921) — у період Німецько-радянської війни на літаку «Іл-2» здійснив 117 бойових вильотів, льотчик-розвідник, нагороджений орденами Червоного Прапора, Вітчизняної війни І-ІІ ступенів, Червоної Зірки та медалями.
- Перехрест В. К. (1925—1996) — працювала трактористкою, нагороджена орденом Леніна, знатний механізатор України.
- Протас І. І. (1910—1995) — за охорону державних кордонів СРСР у 1934 році нагороджений орденом Червоного Прапора, за взяття Варшави — орденом Слави ІІІ ступеня, за взяття Берліна — орденом Слави ІІ ступеня та десятьма медалями.
- Рябченко Петро Федорович (1946—2021) — колекціонер, дослідник історії боністики; заступник президента Міжнародної спілки колекціонерів (Москва), заступник голови Асоціації нумізматів України.
- Шевченко М. І. (нар. 1934) — генерал-майор авіації, освоїв 14 типів реактивних літаків-винищувачів, налітав понад дві тисячі годин, нагороджений двома орденами Червоної Зірки, орденом «За службу Батьківщині в Збройних Силах СРСР» та медалями.

## Галерея

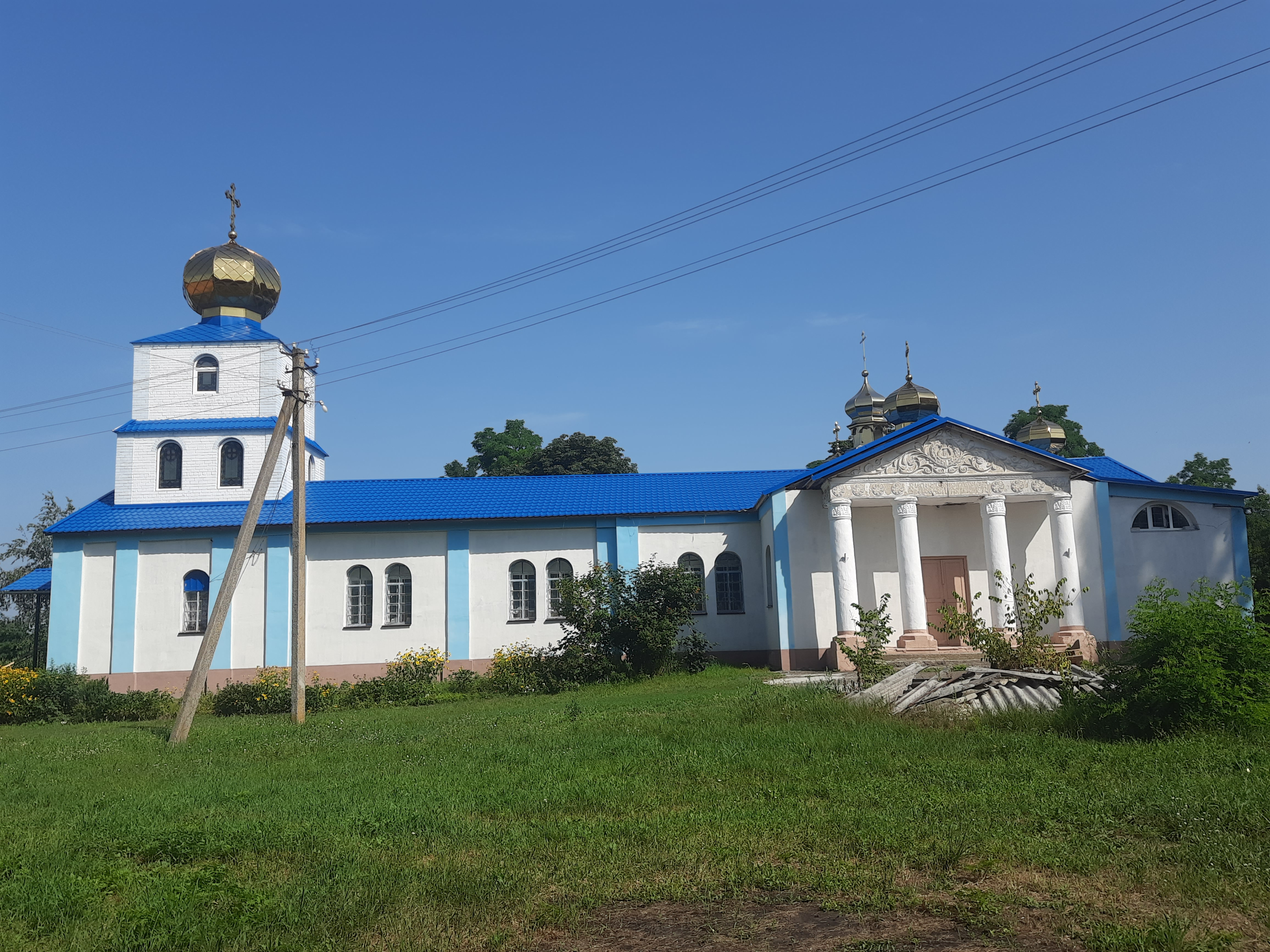
Воскресенська церква
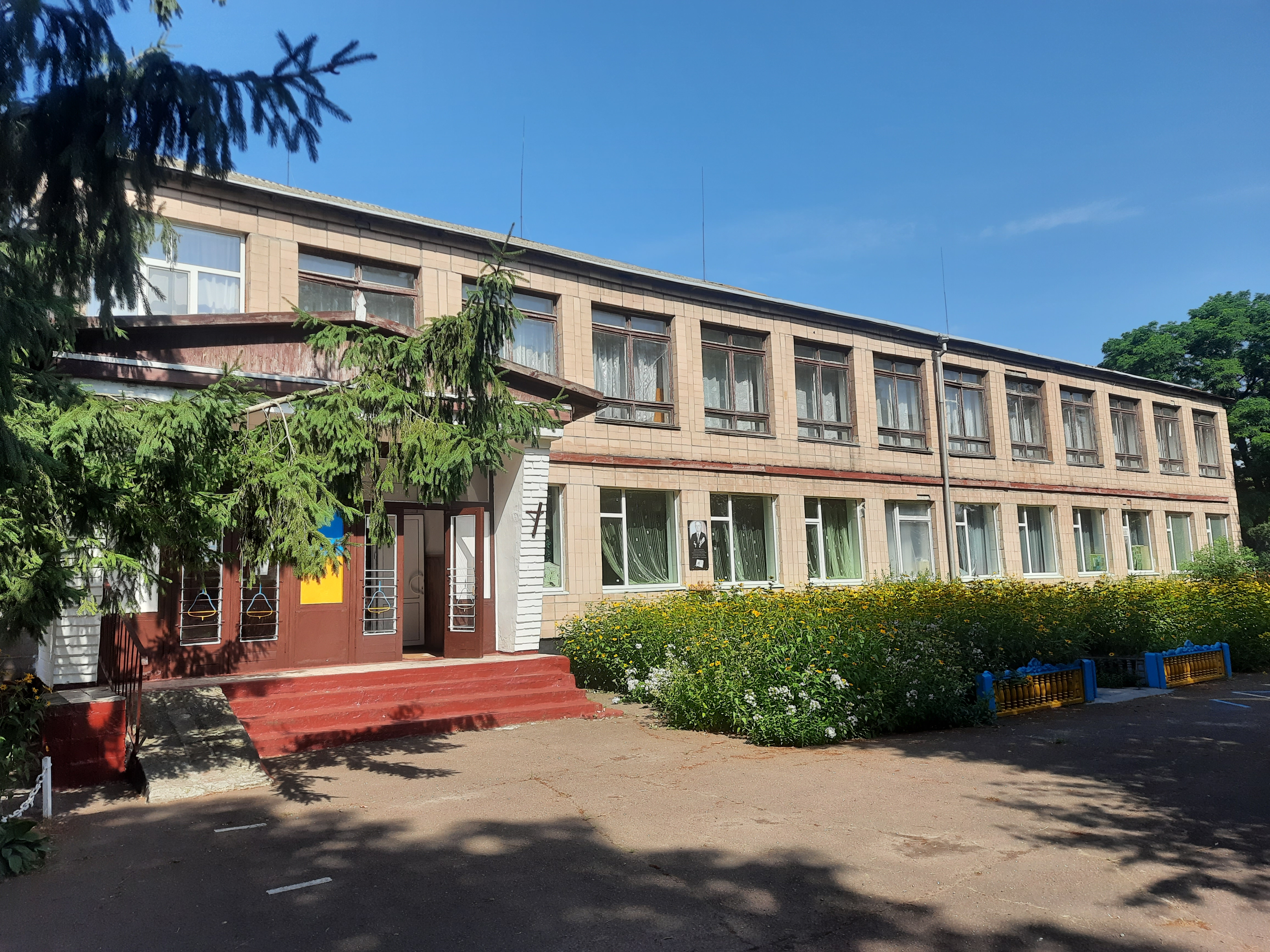
Школа
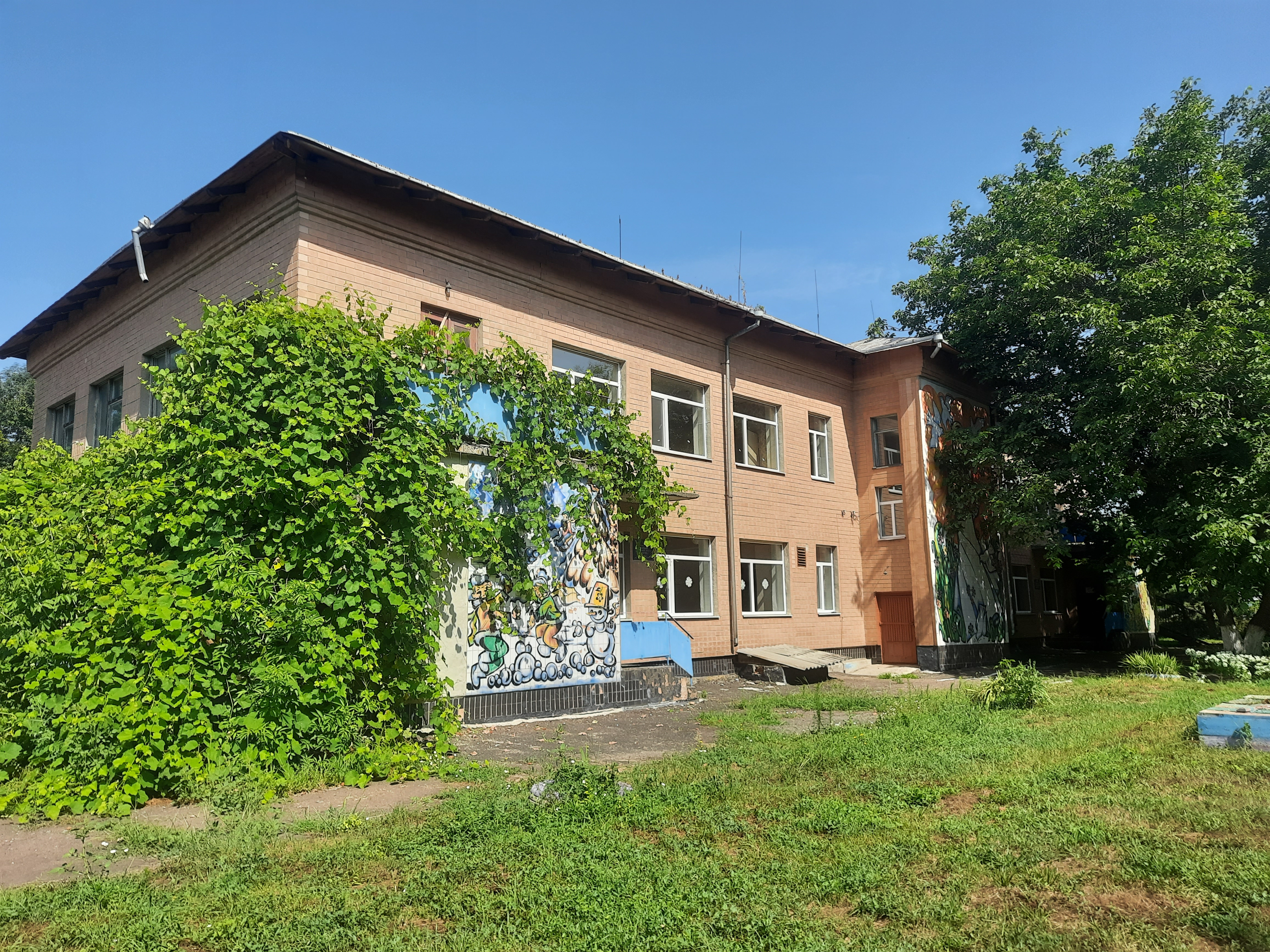
Дитячий садок
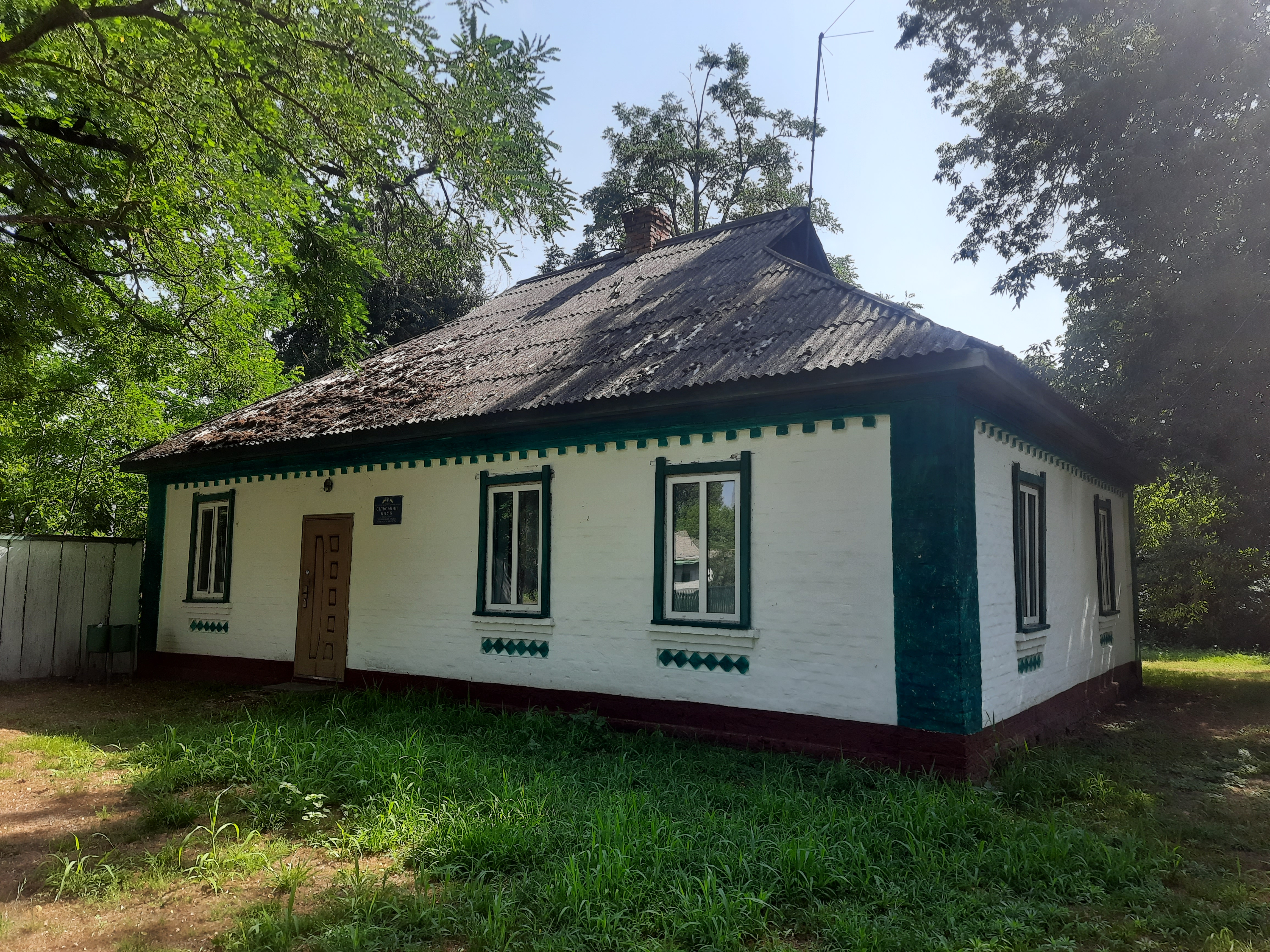
Клуб
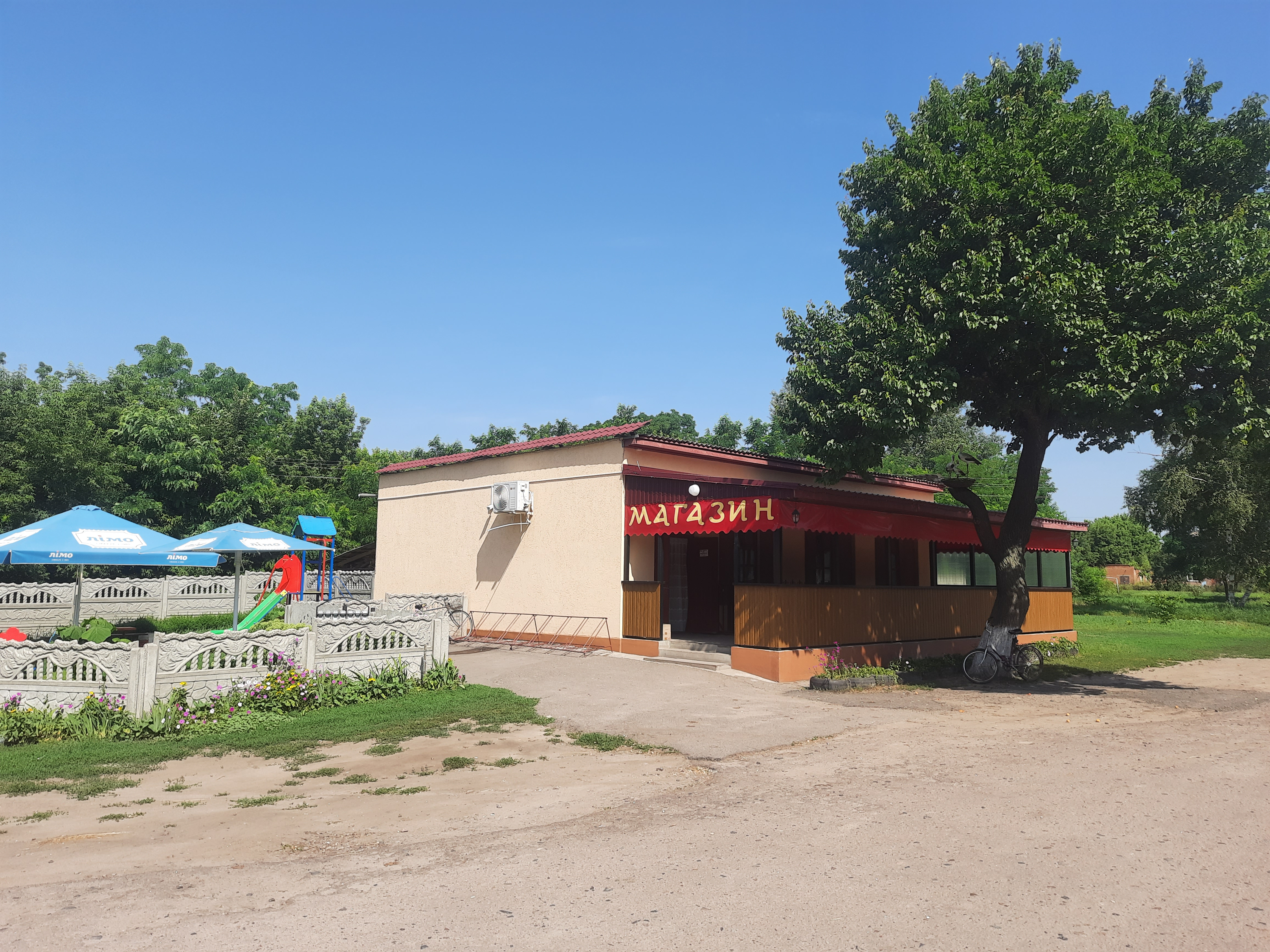
Крамниця
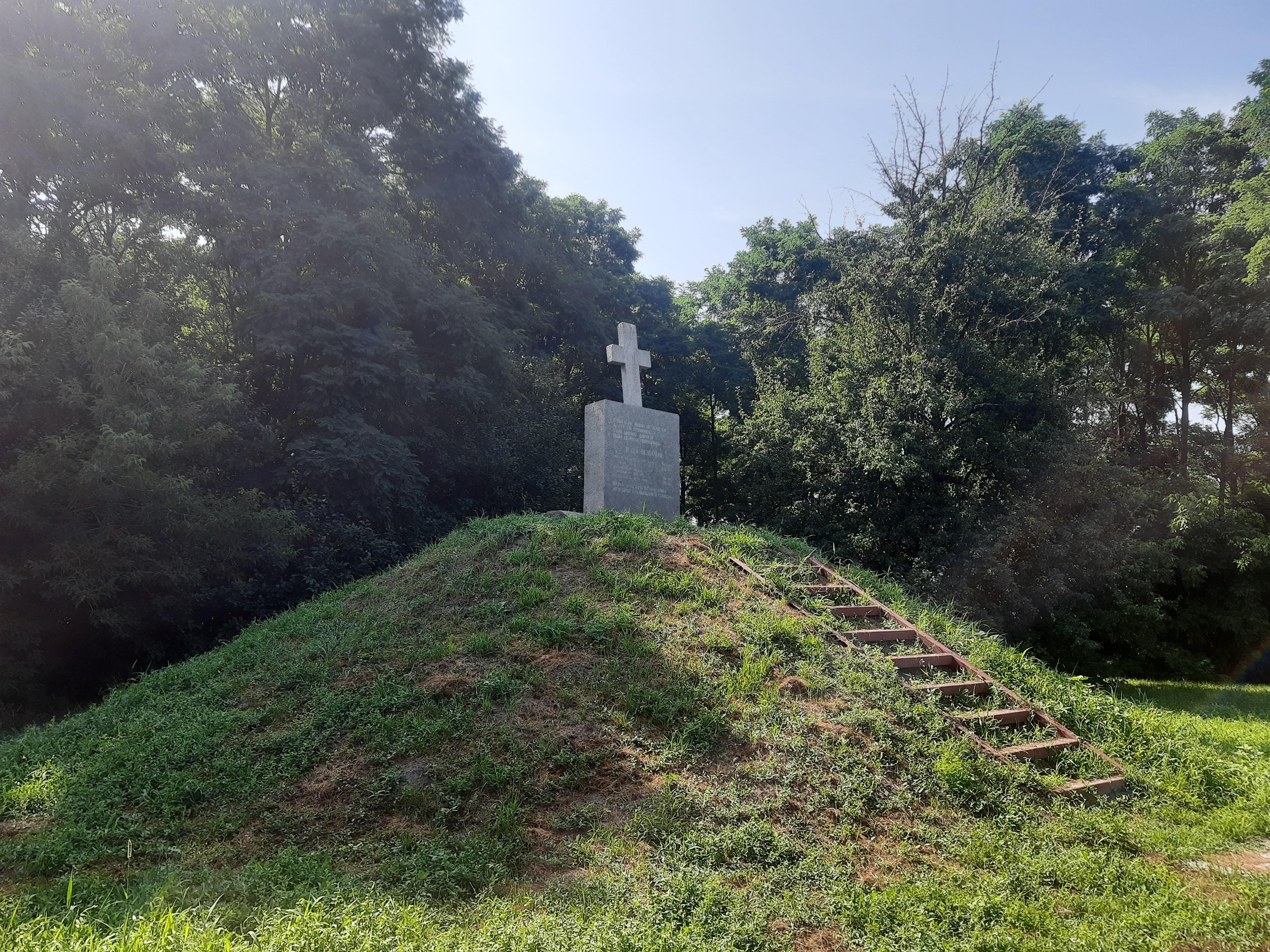
Пам'ятник жертвам голодомору